# جورج جي. بلاكبيرن
جورج جي. بلاكبيرن هو كاتب كندي، ولد في 13 فبراير 1917 في Wales, Ontario ‏ في كندا، وتوفي في 15 نوفمبر 2006 في أوتاوا في كندا بسبب سرطان.